# K3 en het ijsprinsesje
K3 en het ijsprinsesje is een Vlaamse kinderfilm uit 2006 met de meiden van K3 in de hoofdrol. De film is door Indra Siera geregisseerd.

## Verhaal
K3 wordt uitgenodigd in een sprookjesland om daar te gaan zingen voor een prinses. De koning heeft de meiden uitgenodigd, omdat hij hoopt dat K3 zijn dochter kan opvrolijken. Maar tevergeefs, zelfs K3 lukt het niet om prinses Fleur op te vrolijken. K3 krijgt te horen dat de prinses door een boze tovenaar is betoverd. De meiden besluiten om de vloek op te heffen. Hiervoor moeten ze achter de naam van de tovenaar komen. Komen ze daar inderdaad achter, of worden ze opgesloten door een heks?

## Rolverdeling
| Acteur                           | Personage   | Rolbeschrijving   |
| -------------------------------- | ----------- | ----------------- |
| Karen Damen                      | Karen       |                   |
| Kristel Verbeke                  | Kristel     |                   |
| Kathleen Aerts                   | Kathleen    |                   |
| Peter Faber                      | Flurkentijn | Koning            |
| Annemarie Picard                 | Bonbonia    | Koningin          |
| Urbanus                          | hatsjie     | Tovenaar          |
| Carry Tefsen                     |             | Heks              |
| Stany Crets                      | Lak         |                   |
| Ben Segers                       | Kei         |                   |
| Mimoun Ouled Radi                | Aladdin     |                   |
| Sasha Rosen                      | Sneeuwwitje |                   |
| Laurien Poelemans                | Fleur       | Prinses           |
| Nicky Langley                    | Helena      | Hofdame           |
| Katerine Avgoustakis             |             | Hofdame           |
| Nicole Oerlemans                 |             | Hofdame           |
| Bianca Vanhaverbeke              |             | Hofdame           |
| Serge de Marre                   |             | Paleiswachter     |
| Frank Aendenboom Patrick Mallard | Kikker      | stem poppenspeler |
| Thomas Van Hulle                 | Arne        | Prins             |
| Mathilde Geysen                  | Roodkapje   |                   |
| Florian Slangen                  | Hans        |                   |
| Kato Bijtebier                   | Grietje     |                   |
| Suzy                             | Suzy        | Olifant           |
| Harry Malter                     |             | Trainer Olifant   |

## Trivia
- Inhakend op het succes van de Nederlandse Multicultikomedies werd Mimoun Ouled Radi gekozen als Aladdin in de film.
- Op de aftiteling wordt Aladdin gespeld als Alladdin.